# Lîpove, Krasnodon
Lîpove (în ucraineană Липове) este un sat în comuna Biloskeliuvate din raionul Krasnodon, regiunea Luhansk, Ucraina.

## Demografie
Componența lingvistică a localității Lîpove
     Ucraineană (72,38%)
     Rusă (27,62%)
Conform recensământului din 2001, majoritatea populației localității Lîpove era vorbitoare de ucraineană (72,38%), existând în minoritate și vorbitori de rusă (27,62%).